# Rokycany
Rokycany (in tedesco Rokitzan) è una città della Repubblica Ceca, capoluogo del distretto omonimo, nella regione di Plzeň.
Si trova all'incirca a 17 km da Plzeň e 80 da Praga.
È inoltre un fiorente centro commerciale e di produzione metallurgica.